# Anodonta grandis
Anodonta grandis är en musselart som beskrevs av Thomas Say 1829. Anodonta grandis ingår i släktet Anodonta och familjen målarmusslor.

## Underarter
Arten delas in i följande underarter:
- A. g. grandis
- A. g. simpsoniana
- A. g. corpulenta